# Associació Mineralògica Internacional
L'Associació mineralògica Internacional (IMA, de l'anglès, International Mineralogical Association) és una associació internacional fundada l'any 1958 composta per 38 societats nacionals de mineralogia o grups. L'objectiu d'aquesta associació és el de promoure la ciència de la mineralogia i normalitzar la nomenclatura dels 6.126 minerals coneguts. L'associació està afiliada a la Unió Internacional de Ciències Geològiques (IUGS).
L'associació dona suport a les activitats organitzant diferents comissions i grups de treball que participen en certs aspectes de la pràctica mineralògica i facilita les relacions entre els mineralogistes mitjançant el patrocini i l'organització de reunions. La comissió més activa és la "Comissió de nous minerals i de noms de minerals" (CNMMN). Va ser fundada el 1959 per coordinar l'assignació de noms de nous minerals, la revisió dels noms existents i rebutjar les classes no vàlides. Al juliol de 2006 una fusió entre la CNMMN i la Comissió de Classificació dels minerals, iniciada a petició d'ambdues comissions, es va traduir en la "Comissió de Nous Minerals, Nomenclatura i classificació" (CNMNC). Els minerals descoberts abans de l'any 1959 no acostumen a seguir els criteris i normes de l'IMA-CNMNC, tot i que alguns minerals publicats abans d'aquesta data han pogut ser confirmats o desacreditats per l'associació.